# Карлос Ернандес (боксер)
Карлос Енріке Ернандес Рамос (ісп. Carlos Enrique Hernández Ramos; 21 квітня 1940, Каракас — 2 липня 2016, Каракас) — венесуельський професійний боксер, представник легкої та першої напівсередньої вагових категорій. Виступав на професійному рівні в період 1959—1971 років, володів титулами чемпіона світу за версіями WBC (1965—1966) і WBA (1965—1966), перший в історії Венесуели чемпіон світу з боксу.

## Біографія
Активно займатися боксом почав із раннього дитинства, проходив підготовку під керівництвом тренерів Хуансіо Медіни та Чікі Ферерри.
Починав спортивну кар'єру як аматор. Першого серйозного успіху досяг уже у віці п'ятнадцяти років, коли став чемпіоном свого федерального округу і виграв національну першість у напівлегкій ваговій категорії. Пізніше перемагав на чемпіонаті Центральної Америки та країн Карибського басейну, здобув перемогу на міжнародному турнірі в Мексиці. Загалом провів серед аматорів 25 офіційних боїв, з яких усі виграв.
Дебютував на професійному рівні в січні 1959 року, вигравши у свого першого суперника технічним нокаутом у третьому раунді. Виходив на ринг досить часто. Впродовж першого року провів 13 поєдинків — лише у двох випадках було зафіксовано нічию, тоді як у всіх інших він незмінно був переможцем. У липні 1960 року завоював титул чемпіона Венесуели у легкій ваговій категорії, нокаутувавши співвітчизника Вісенте Ріваса. Першу в кар'єрі поразку зазнав у червні 1961 року, за очками в десяти раундах від відомого американського боксера Едді Перкінса.
Продовжуючи виступи на рингу, вигравав більшість своїх поєдинків та поступово піднімався у світових рейтингах. Маючи у послужному списку 36 перемог і лише три поразки, 18 січня 1965 року отримав право оскаржити титули чемпіона світу за версіями Всесвітньої боксерської ради (WBC) та Всесвітньої боксерської асоціації (WBA) у першій напівсередній вазі. Він знову зустрівся з Едді Перкінсом і зумів взяти у нього реванш, вигравши за підсумками п'ятнадцяти раундів розділеним рішенням суддів. Таким чином, він став першим в історії Венесуели чемпіоном світу з боксу.
Двічі захистив отримані чемпіонські пояси. У лютому 1966 року провів два звичайних рейтингових боя, в першому з яких 5 лютого здобув легку перемогу нокаутом в другому раунді, а 19 лютого у важкому бою проти абсолютного чемпіона світу у легкій вазі Ісмаеля Лагуна (Панама) зазнав поразки технічним нокаутом у восьмому раунді, після чого вже 29 квітня 1966 року в рамках третього захисту титулів зустрівся зі срібним олімпійським призером з Італії Сандро Лопополо. Бій між ними тривав усі п'ятнадцять раундів, у результаті двоє суддів віддали перемогу італійцеві, тоді як третій поставив нічию.
Втративши обидва чемпіонських титула, надалі Ернандес ще протягом кількох років продовжував з поперемінним успіхом виступати на професійному рівні. 3 травня 1969 року у нього з'явилася можливість повернути собі титул чемпіона світу WBA у першій напівсередній вазі, проте перемогти чинного чемпіона аргентинця Ніколіно Лочче він не зміг — після п'ятнадцяти раундів судді одностайно назвали переможцем Лочче. Востаннє Ернандес боксував в офіційному поєдинку у травні 1971 року. Йому протистояв британець Кен Б'юкенен, який переміг технічним нокаутом у восьмому раунді. Загалом Карлос Ернандес провів на професійному рівні 76 боїв, з них 60 виграв (у тому числі 44 достроково), 12 програв, у чотирьох випадках було зафіксовано нічию.